# Panton Chair

Ein roter Panton Chair - Erstmals 1967 vorgestellt

Der Panton Chair ist ein von dem dänischen Designer und Architekten Verner Panton entworfener Freischwinger bzw. Stuhl, der bis heute produziert wird und als Klassiker der Pop Art und des Möbeldesigns gilt.

## Geschichte
Schon während seines Studiums entwickelte Verner Panton hinterbeinlose Stühle. Im Jahr 1955 entstand ein S-förmiger Stuhl aus durchgängig geformtem Schichtholz in geschwungener Kontur. Pantons Ziel aber war es, einen Stuhl aus Kunststoff zu fertigen, da er von den Eigenschaften und Möglichkeiten dieses Materials begeistert war. 
Ende der 1950er Jahre gelang es ihm, ein erstes Modell des Panton Chairs aus Polystyrol zu entwickeln, das jedoch noch nicht stabil genug war, um darauf sitzen zu können. Trotz einer öffentlichen Ausstellung auf Eriksholm bei Helsingör fand sich kein geeigneter Hersteller für die Serienproduktion. Panton arbeitete daher wieder mit Holz.
1963 kam es dann zu einer Kooperation mit dem Schweizer Unternehmen Vitra. Panton zog mit seiner Familie nach Basel, zusammen wurde ein Panton Chair für die Serienproduktion entwickelt, der im August 1967 erstmals öffentlich präsentiert wurde.
Die erste Vorserie aus lackiertem glasfaserverstärktem Polyester von 1967 war jedoch viel zu aufwendig zu produzieren und wurde 1968 beim Beginn der Serienproduktion durch eine Version aus Polyurethan-Hartschaum ersetzt. Um den nach wie vor hohen Aufwand bei der Nachbearbeitung weiter zu reduzieren, wechselte der Hersteller Vitra 1970 das Material erneut; die mangelnde Beständigkeit des verwendeten durchgefärbten Luran S gegen die dynamische Belastung führte jedoch mit der Zeit zu Brüchen des Stuhles und in der Folge 1979 zur Einstellung der Produktion.
Aufgrund der anhaltenden Nachfrage nahm 1983 die Firma Horn für die WK Wohnen die Fertigung des Modells aus Polyurethan-Hartschaum wieder auf. Ab 1990 übernahm Vitra erneut die Herstellung und entwickelte parallel dazu in enger Zusammenarbeit mit Panton alternative Materialien und Fertigungsmethoden. 1999 kam eine zweite, deutlich günstigere Variante des Panton Chair aus Polypropylen auf den Markt.
In den USA produziert die Firma Herman Miller den Panton Chair von Beginn an in Zusammenarbeit mit Vitra.